# 南郷インターチェンジ (青森県)
南郷インターチェンジ（なんごうインターチェンジ）は、青森県八戸市にある八戸自動車道のインターチェンジである。

## 歴史
- 1986年（昭和61年）11月27日 : 一戸IC - 八戸IC開通に伴い、供用開始。

## 道路

### 本線
- E4A 八戸自動車道（5番）

### 接続する道路
- 直接接続
  - 青森県道42号名川階上線
- 間接接続
  - 国道340号（県道42号経由）

## 料金所
- ブース数：4

### 入口
- ブース数：2
  - ETC専用：1
  - 一般：1

### 出口
- ブース数：2
  - ETC専用：1
  - 一般：1

## 周辺
- 青森県立八戸北高等学校南郷校舎
- 八戸市立南郷小学校
- 八戸市役所南郷事務所
- 道の駅なんごう（カッコーの森エコーランド）
- 南郷郵便局
- 八戸市立南郷図書館
- 八戸市南郷文化ホール

## 隣
E4A 八戸自動車道
(4) 軽米IC - (5) 南郷IC - 福地PA - (5-1) 八戸JCT

## 形状
ランプウェイは平面Y型である。